# Maria Leonor Tavares
Maria Leonor Ribeiro Tavares (* 24. September 1985 in Paris) ist eine ehemalige portugiesische Leichtathletin, die sich auf den Stabhochsprung spezialisiert hat. Sie besitzt auch die französische Staatsbürgerschaft und auch ihre beiden älteren Schwestern Elisabete Tavares Ansel und Sandra Tavares waren als Stabhochspringerinnen für Portugal aktiv.

## Sportliche Laufbahn
Erste Erfahrungen bei internationalen Wettkämpfen sammelte Maria Leonor Tavares im Jahr 2002, als sie bei den Juniorenweltmeisterschaften in Kingston mit übersprungenen 3,60 m in der Qualifikationsrunde ausschied. 2007 verpasste sie bei den Halleneuropameisterschaften in Birmingham mit 3,75 m den Finaleinzug und im Juli kam sie bei den U23-Europameisterschaften in Debrecen mit 3,95 m ebenfalls nicht über die Vorrunde hinaus. Zudem schied sie auch bei der Sommer-Universiade in Bangkok mit 3,90 m in der Vorrunde aus. 2009 verpasste sie bei den Halleneuropameisterschaften in Turin mit 4,25 m den Finaleinzug und im Jahr darauf schied er bei den Europameisterschaften in Barcelona mit 4,05 m in der Qualifikationsrunde aus. 2011 verpasste er bei den Halleneuropameisterschaften in Paris mit 4,15 m den Finaleinzug und Ende August kam sie bei den Weltmeisterschaften in Daegu mit 4,25 m nicht über die Vorrunde hinaus. Im Jahr darauf schied sie bei den Europameisterschaften in Helsinki mit 4,25 m in der Vorrunde aus und nahm anschließend an den Olympischen Sommerspielen in London teil und verpasste dort mit 4,10 m den Finaleinzug. 2014 schied sie bei den Europameisterschaften in Zürich mit 4,00 m in der Vorrunde aus und 2016 nahm sie erneut an den Olympischen Sommerspielen in Rio de Janeiro teil und schied dort mit 4,15 m in der Qualifikationsrunde aus. 2018 belegte sie bei den Mittelmeerspielen in Tarragona mit 4,11 m den siebten Platz und 2020 beendete sie ihre aktive sportliche Karriere im Alter von 34 Jahren.
In den Jahren 2011, 2012 und 2014 wurde Tavares portugiesische Meisterin im Stabhochsprung im Freien sowie 2011, von 2013 bis 2015 und 2017 und 2019 in der Halle.  